# NGC 3142
NGC 3142 في الفهرس العام الجديد، هي مجرة، تقع في كوكبة السدس. اكتشفت في 5 مايو 1836 بواسطة جون هيرشل.

## روابط خارجية
- NGC 3142 على موقع ويكي سكاي: DSS2, SDSS, GALEX, IRAS, Hydrogen α, X-Ray, Astrophoto, Sky Map, Articles and images